# Campagne de Belgique
Pour les articles homonymes, voir Bataille de Belgique et Armée de Belgique.
Septième Coalition
Batailles
Batailles des Cents-Jours
Campagne du duc d'Angoulême
- Ajaccio
- Bonifacio
- Montélimar
- Loriol

Campagne de Belgique
- Ligny
- Quatre-Bras
- Waterloo
- Wavre

Campagne de France de 1815
- Maubeuge
- Huningue
- La Souffel
- Vélizy
- Rocquencourt
- Sèvres
- Issy

Guerre napolitaine
- Panaro
- Ferrare
- Occhiobello
- Carpi
- Casaglia
- Ronco
- Cesenatico
- Pesaro
- Scapezzano
- Tolentino
- Ancône
- Castel di Sangro
- San Germano
- Gaète

Guerre de Vendée et Chouannerie de 1815
- Les Échaubrognes
- L'Aiguillon
- Aizenay
- Sainte-Anne-d'Auray
- Cossé
- Saint-Gilles-sur-Vie
- Redon
- Les Mathes
- Muzillac
- Rocheservière
- Thouars
- Auray
- Châteauneuf-du-Faou
- Guérande
- Fort-la-Latte

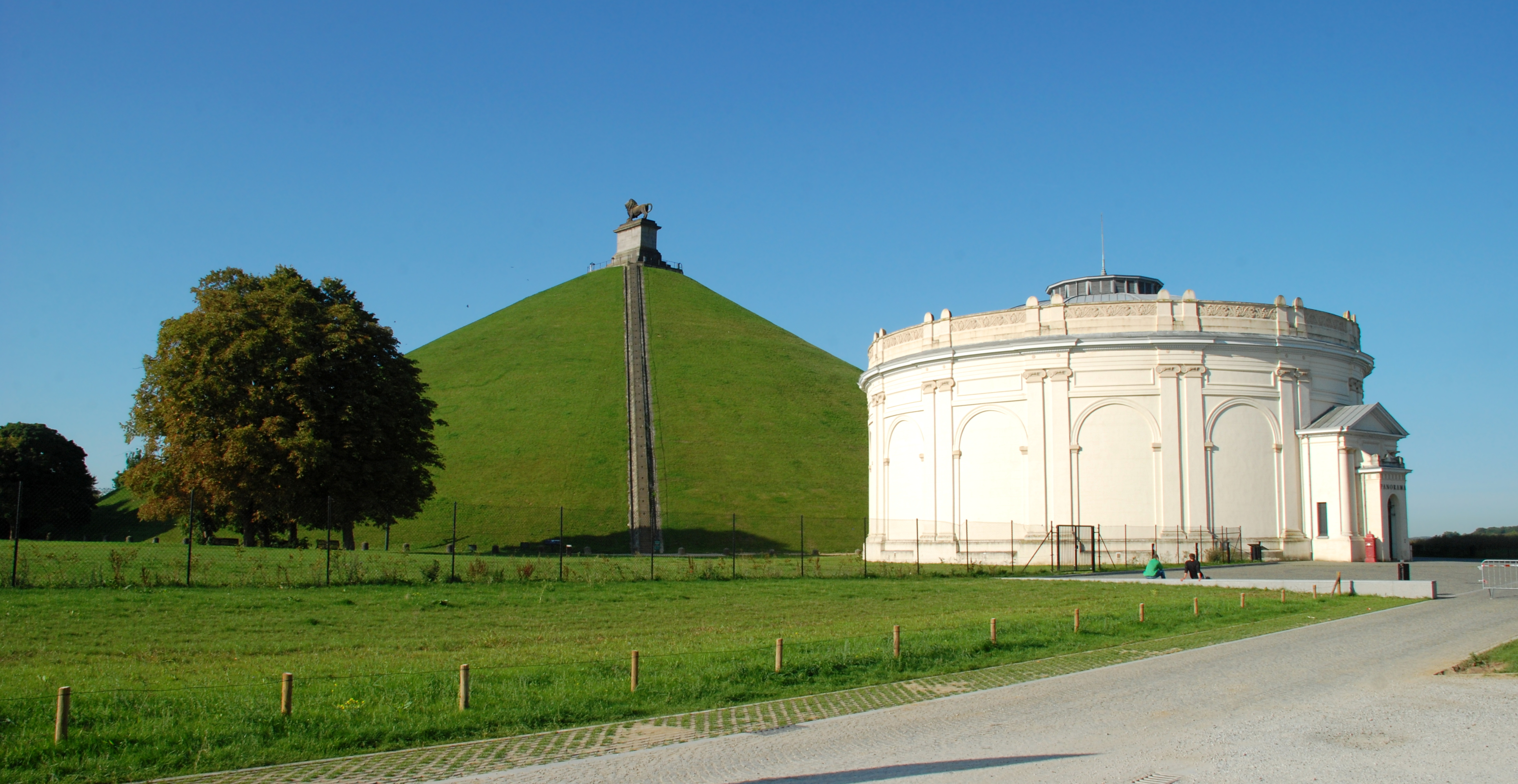
La butte du Lion et la rotonde du Panorama de la bataille de Waterloo.

La campagne de Belgique de 1815 (ou campagne de Waterloo) est la dernière des guerres napoléoniennes et marque la fin définitive de l'ère de Napoléon Ier. Cette campagne oppose la France à la Septième Coalition formée en réaction au retour au pouvoir de Napoléon. Celui-ci entre en Belgique, alors partie du royaume uni des Pays-Bas, en espérant remporter un succès décisif sur les Britanniques, les Prussiens et leurs alliés qui lui permettrait de se maintenir sur le trône. Après des succès initiaux, son armée est mise en déroute le quatrième jour à la bataille de Waterloo le 18 juin ; le corps de Grouchy, détaché pour une manœuvre latérale contre les Prussiens, ne regagne le territoire français que le 20 juin. La France est de nouveau envahie, ce qui entraîne l'abdication définitive de Napoléon, la prise de Paris par les coalisés le 3 juillet et la Seconde Restauration.

## Contexte
Au début de l'année 1815, l'Europe a sa première période de paix complète depuis l'année 1805. En effet, les coalisés, vainqueurs de Napoléon en 1814, se sont réunis à Vienne et sont en train de refaire la carte de l'Europe tandis que Napoléon est exilé à l'île d'Elbe. Les négociations, entre les souverains de l'Europe à Vienne, traînent depuis la fin de l'année 1814 mais ils sont sur le point de trouver une entente mutuelle quand Napoléon débarque le 1er mars à Golfe Juan sur la côte française.

### La Septième Coalition
Immédiatement après le débarquement, les souverains de l'Europe tout entière se coalisent contre la France : les 165 000 soldats des armées russes passent le Niémen en mars 1815, les 300 000 Autrichiens marchent vers le Rhin et l'Italie. L'armée anglaise de Wellington et l'armée prussienne de Blücher (125 000 hommes) se réunissent avec de nombreux alliés de la Confédération germanique, qui seront répartis dans l'armée anglo-hollandaise de Wellington (99 500 hommes), en Belgique au printemps 1815. Les coalisés disposent de 700 000 hommes. Napoléon parvient à lever une armée de 290 000 hommes mais son armée du Nord n'en compte que 124 000, les autres hommes en garnison gardant les places fortes, les camps retranchés ou étant placés aux frontières, notamment à l'est où se concentrent Russes, Autrichiens et Piémontais et au sud Portugais et Espagnols. Afin d'éviter la concentration des armées coalisées et l'invasion de la France, le 12 juin 1815 Napoléon part de Paris pour se mettre à la tête de ses armées, et commencer la campagne.

### Les plans des coalisés
Le 13 mars 1815, les puissances réunies à Vienne déclarent Napoléon « ennemi public » et commencent leurs préparatifs de guerre. Le duc de Wellington reçoit le commandement d'une armée comprenant les forces du Royaume-Uni, du royaume uni des Pays-Bas (dessiné par le congrès de Vienne et comprenant l'ancien royaume de Hollande, la Belgique et le Luxembourg), et de plusieurs principautés d'Allemagne du Nord, royaume de Hanovre, Nassau et Brunswick. Wellington aurait d'abord voulu intégrer le contingent prussien sous son commandement mais dans le plan général de défense conclu le 31 mars 1815, la Prusse obtient une armée indépendante sous les ordres de Blücher. Le jeune Guillaume d'Orange, prince héritier des Pays-Bas, reçoit le commandement des forces néerlandaises ; il propose aussitôt à Louis XVIII, réfugié à Gand, de l'emmener combattre en France, offre qui crée une certaine perplexité chez les Alliés. Les Pays-Bas ont peu de troupes professionnelles sur pied, hormis une « brigade indienne » de 4 000 hommes, commandée par le général Anthing et qui était sur le point de partir en garnison aux Indes orientales néerlandaises ; elle est aussitôt dirigée vers Maastricht. Avec la levée de 15 000 hommes supplémentaires, le royaume dispose d'un contingent appréciable. Des canonnières sont disposées sur la Meuse et l'Escaut et les forteresses d'Anvers, Maastricht et Venlo reçoivent des approvisionnements pour un long siège : les Alliés savent que leur possession peut être vitale si la guerre se prolonge.
L'armée du Rhin inférieur, sous commandement prussien, se rassemble en Rhénanie et doit compter 153 000 hommes au total dont 4 des 7 corps de l'armée prussienne. Elle comprend des unités hétérogènes et de valeur très inégale : la conscription donne beaucoup de jeunes recrues inexpérimentées qui se révéleront sujets à la panique, des unités peu entraînées de la Landwehr considérés comme assez médiocres, tandis que les corps de volontaires venus de toute l'Allemagne montrent une tendance à l'indiscipline. Cependant, l'état-major et le corps des officiers, ainsi que la cavalerie légère, ont tiré profit de l'expérience des campagnes de 1813 et de 1814 et ont un haut degré de professionnalisme. Les petits contingents confédérés d'Allemagne du Nord, venus du grand-duché de Hesse et des principautés de Saxe-Weimar, Anhalt, Lippe, Waldeck et Oldenbourg, sont commandés par le Prussien Kleist von Nollendorf, totalisent 35 000 hommes sur le papier mais ne dépasseront pas 14 000 à 18 000 en réalité, avec un niveau d'entraînement et d'équipement généralement faible.
Le 8 juin, jour où l'armée du Nord de Napoléon quitte Paris pour marcher vers la frontière belge, les forces coalisées se répartissent ainsi :
- Armée des Alliés (Wellington)
  - Corps néerlandais (Guillaume d'Orange) autour de Braine-le-Comte et Nivelles
  - Corps britannique et alliés (Hill) autour de Grammont et Ath
  - Cavalerie autour de Grammont
  - Réserve et quartier général autour de Bruxelles
- Armée prussienne (Blücher)
  - 1er corps (Zieten) à Charleroi, Fontaine-l’Évêque, Fleurus et Onoz
  - 2e corps (Pirch I) autour de Namur
  - 3e corps (Johann von Thielmann) autour de Ciney
  - 4e corps (Bülow) autour de Liège
  - Corps d'Allemagne Kleist autour de Trèves
- Armée russe, en marche vers le Rhin
- Armée autrichienne d'Allemagne
  - 1er corps (Colloredo (de)) à Fribourg-en-Brisgau
  - 2e corps (Hohenzollern) autour d'Emmendingen et Offenbourg
  - 3e corps (Guillaume de Wurtemberg) autour de Schwetzingen et Kehl
  - 4e corps (Carl Philipp von Wrede) autour de Mannheim
  - Réserve de l'archiduc Ferdinand à Cannstatt
- Armée autrichienne d'Italie
  - Corps de Paul Radivojevich (de) dans le Valais
  - Corps de Ferdinand von Bubna entre Turin et le col du Mont-Cenis[7].

### Le plan de Napoléon
En France, Napoléon entre triomphalement à Paris à la fin du mois de mars 1815, réorganise l'armée et apprend que le roi Louis XVIII s'est réfugié en Belgique, qui est le point de concentration des armées ennemies capables d'envahir la France le plus rapidement possible. 
Napoléon décide de se diriger vers Charleroi pour vaincre les Prussiens puis l'armée anglaise stationnée plus au nord-ouest, et ensuite d'en finir avec les Autrichiens et les Russes de l'autre côté du Rhin.
Le corps de bataille de l'Empereur est constitué par l'Armée du Nord. Il décide de donner le titre de major général de l'armée à Soult, de confier le commandement de l'aile droite à Grouchy, qui a été promu maréchal d'Empire après le retour de Napoléon, de donner le commandement de l'aile gauche à Ney, son intention étant d'attaquer l'ennemi par surprise le 15 juin 1815 en envahissant la Belgique alors que les coalisés ne l'attendaient qu'en juillet 1815.

## Déroulement

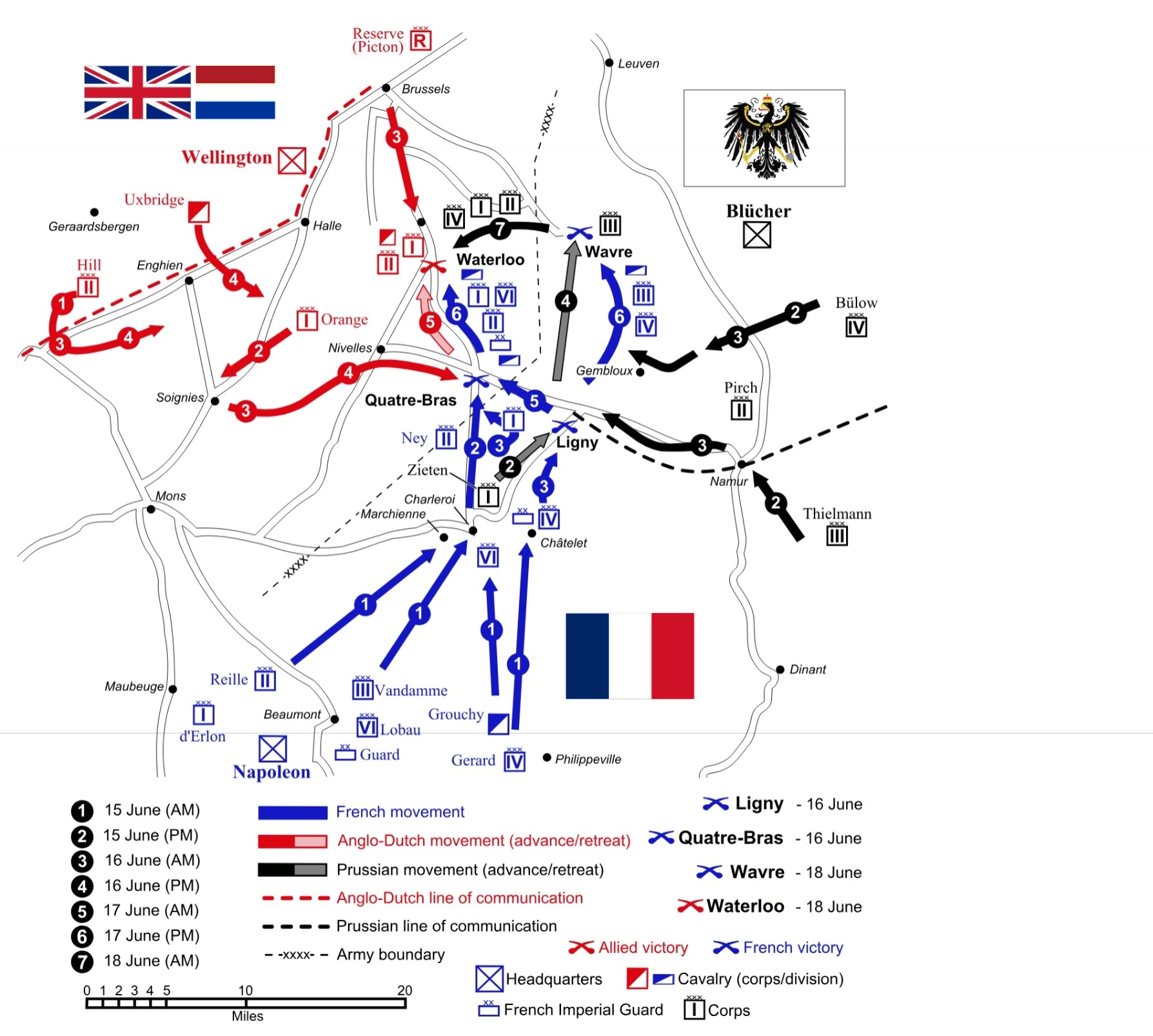

### Le jeudi 15 juin

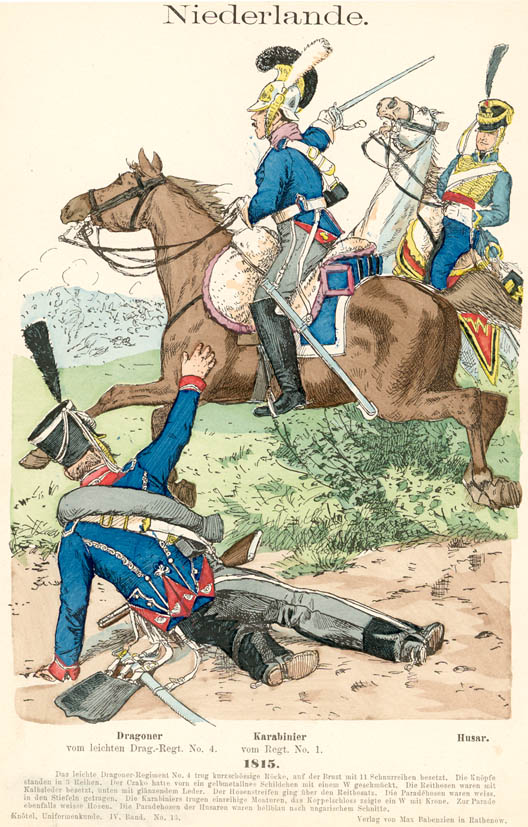
Cavalerie hollando-belge pendant la campagne de 1815, d'après Richard Knötel.

Le 15 juin 1815, Napoléon envahit la Belgique avec 124 000 hommes et surprend ainsi Wellington et Blücher. À la fin de la journée, Charleroi a été pris et la route de Charleroi est aussi prise. La première bataille se déroule à Gilly qui oppose l'armée française commandée par Napoléon Ier à l'arrière-garde de l'armée prussienne composée d'environ 10 000 hommes, sous les ordres du général von Ziethen.  Au cours de ce combat, le général Letort, commandant des dragons de la Garde impériale et aide de camp de Napoléon, poursuit l'infanterie prussienne en la sabrant, enfonce deux carrés d'infanterie et détruit un régiment entier. Il est cependant mortellement blessé par balle au bas-ventre. Napoléon observe du haut d'un vieux moulin la bataille engagée dans les bois de Soleilmont entre les Prussiens et les Français du général Letort.
Ney est arrivé en début de matinée et a pris le commandement de l'aile gauche. Napoléon prépare le plan du lendemain dans le cadre duquel il affrontera, avec le gros de l'armée et l'aile droite de Grouchy, Blücher à Ligny tandis que Ney attaquera les Quatre-Bras.

### Le vendredi 16 juin
Le 16 juin 1815, Ney avance sur les Quatre-Bras, mais les troupes Hollandaises présentes parviennent à tenir jusqu'à ce que, progressivement, d'autres unités et Wellington les rejoignent. Au terme des combats de la journée, aucun des deux adversaires n'a clairement pris l'avantage. Pendant ce temps, Blücher est battu à Ligny par le gros des forces de Napoléon ; il se replie pendant la nuit en lançant une contre-attaque pour couvrir sa retraite. Le corps de d'Erlon, pris entre les instructions contradictoires de Napoléon et de Ney, reste pratiquement inutilisé entre les deux champs de bataille.

### Le samedi 17 juin
Pendant la nuit du 16 au 17, les Prussiens se retirent vers le Nord se coupant ainsi volontairement de leur base d'opérations situé à Liège à l'est. Seuls les fuyards et les deserteurs de la bataille de Ligny s'avancent vers l'est.. Au matin du 17 juin 1815, Wellington se replie en bon ordre vers le mont Saint-Jean qu'il a repéré à l'avance comme une bonne position défensive. Napoléon organise la poursuite de l'armée anglo-hollandaise de Wellington qui reste son principal objectif. Il donne le commandement complet de l'aile droite à Grouchy et lui indique de poursuivre les Prussiens et d'empêcher leur jonction avec les Britanniques. Grouchy dispose, pour réussir cet objectif, de 108 canons et de 34 000 hommes. Cependant, Grouchy ne reçoit l'ordre de se mettre en route que vers midi et reste longtemps incertain sur la direction à suivre car il ignore si Blücher se replie vers Liège pour attendre des renforts ou s'il veut faire sa jonction avec Wellington sur la route de Bruxelles. Ce n'est que dans la nuit et au matin du 18 qu'il est certain que les Prussiens sont à Wavre.
Durant toute l'après-midi, sous l'orage, Napoléon poursuit l'armée de Wellington. Vers 18h00, il est arrêté par l'artillerie anglo-hollandaise et passe la nuit à la ferme du Caillou, pensant apparemment que Wellington continuera sa retraite le 18.
Celui-ci, au contraire, se prépare à affronter Napoléon pour autant que les prussiens puissent lui fournir un corps d'armée en soutien. Dans la nuit, Blücher lui répond qu'il viendra avec toute son armée. Les prussiens se mettent progressivement en marche dès 04h00 du matin pour venir appuyer les anglo-hollandais à Mont Saint-Jean - mais ce mouvement passe totalement inapperçu dans le camp français.

### Le dimanche 18 juin

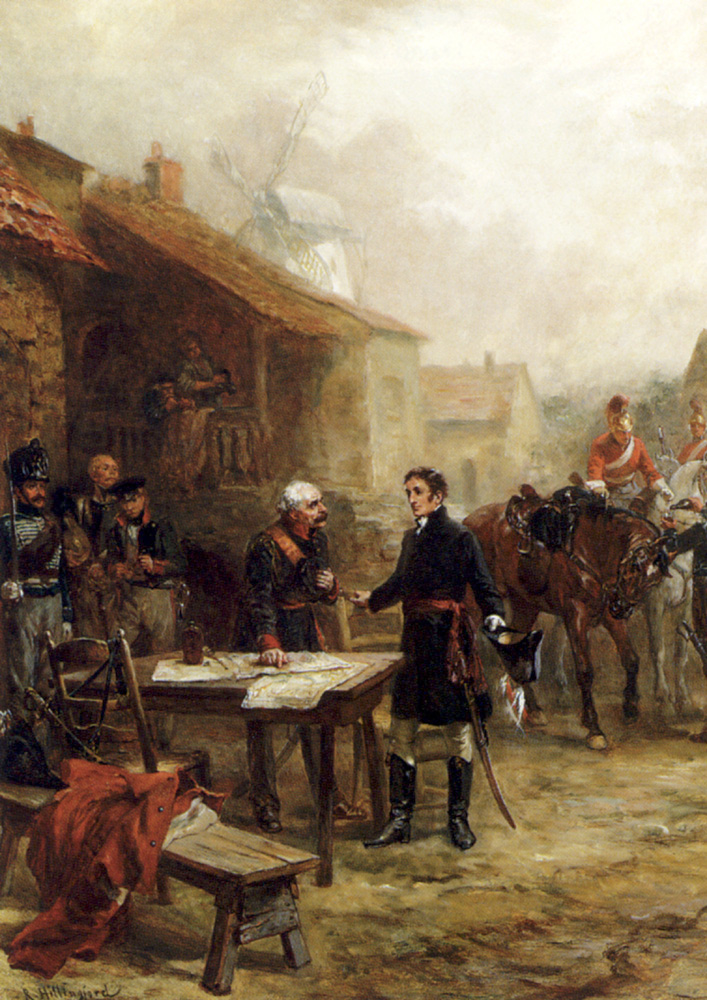
Blücher et le Duc de Wellington à la veille de la bataille de Waterloo.

Le 18 juin 1815, Napoléon constate que Wellington a maintenu ses positions et prend position en face du mont Saint-Jean, avec une supériorité numérique sur l'armée anglo-hollandaise en canons, en infanterie et en cavaliers. La ferme de la Haie-Sainte et le château d'Hougoumont sont occupées par des unités de l'armée de Wellington. Napoléon décide de prendre ces positions et de lancer l'attaque ensuite. Les attaques contre la Haie-Sainte ne vont servir à rien (Hougoumont ne sera jamais pris) et Napoléon décide de lancer la première attaque d'infanterie avant que la Haie-Sainte ne soit prise. Cette décision fera perdre de l'élan à ses attaques car elles se feront tirer sur les flancs pendant les attaques.
Pendant que Napoléon prépare une deuxième attaque d'infanterie pour prendre le mont Saint-Jean, Ney prend l'initiative de lancer une charge de cavalerie importante pour prendre le mont Saint-Jean. Il va échouer car les Anglais ont eu le temps de se former en carrés et repoussent la charge. 
C'est finalement vers 18h00 que la Haie-Sainte est prise, permettant à Napoléon d'attaquer le centre du dispositif ennemi. Mais dès 16h30, les prussiens, qui ont toujours maintenu les liaisons avec Wellington, débouchent sur la droite de l'armée française. Le corps de Lobau contient les Prussiens sur l'aile droite mais Bülow attaque le village de Plancenoit et menace la ligne de retraite des français. Napoléon envoie alors la jeune garde, puis des éléments de la vieille garde pour tenir le village : il espère avoir le temps de culbuter Wellington et prendre le mont Saint-Jean avant l'arrivée du gros des forces de Blücher.
Pour soutenir le moral de ses troupes, Napoléon fait croire à ses hommes que c'est Grouchy qui vient à sa rescousse : en fait, Grouchy, qui a pour instruction d'inquiéter les arrières des Prussiens, est loin de là, à Wavre. 
Napoléon décide de lancer la Moyenne Garde en tant que seconde attaque d'infanterie pour prendre le mont Saint-Jean, soutenue par les restes des corps d'infanterie de Reille et de d'Erlon. Au moment où elle arrive sur le mont Saint-Jean, elle est arrêtée par les volées de mousquet anglaises et l'intervention des troupes belges de Chassé. Elle recule pour la première fois. La retraite commence alors et se transforme en déroute complète quand Wellington lance l'attaque finale avec ses troupes et celles de Blücher.

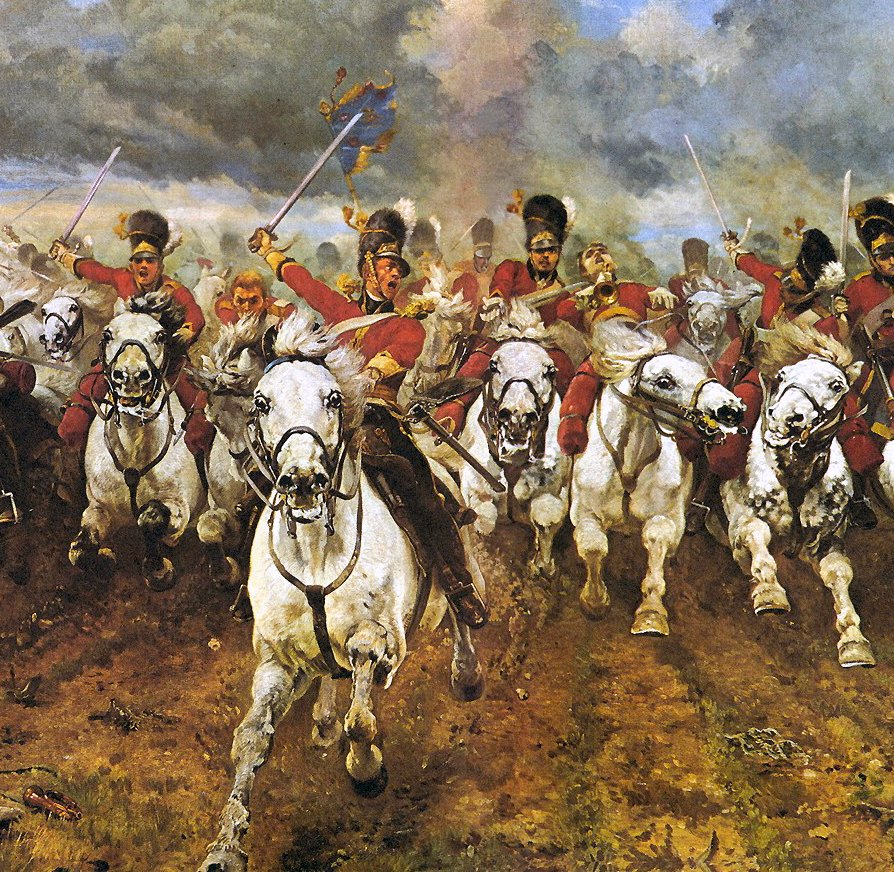
Charge des Scots Greys
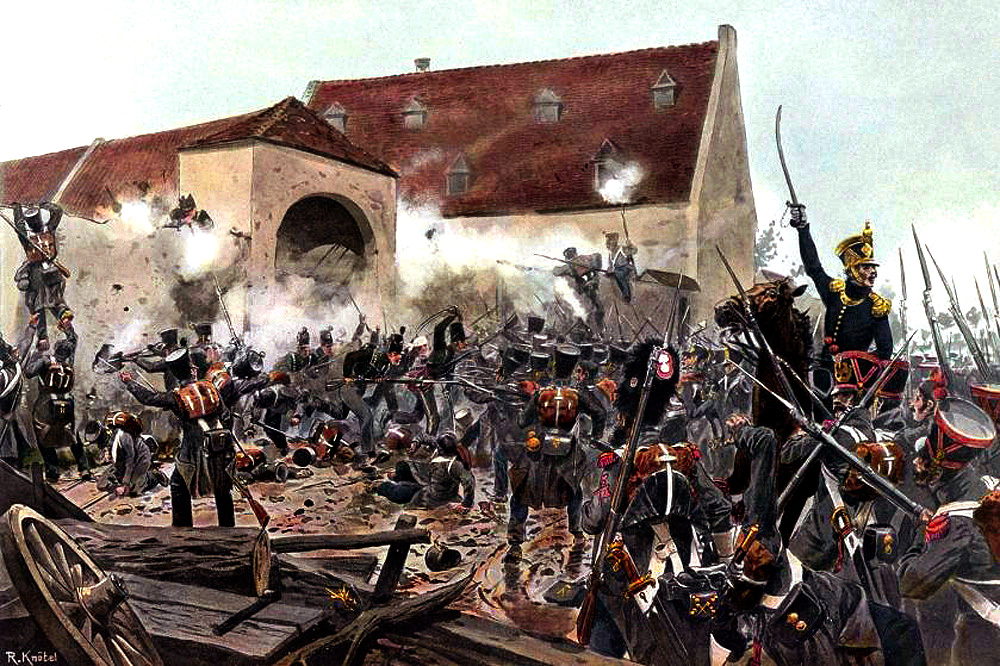
Prise de La Haye Sainte par les Français
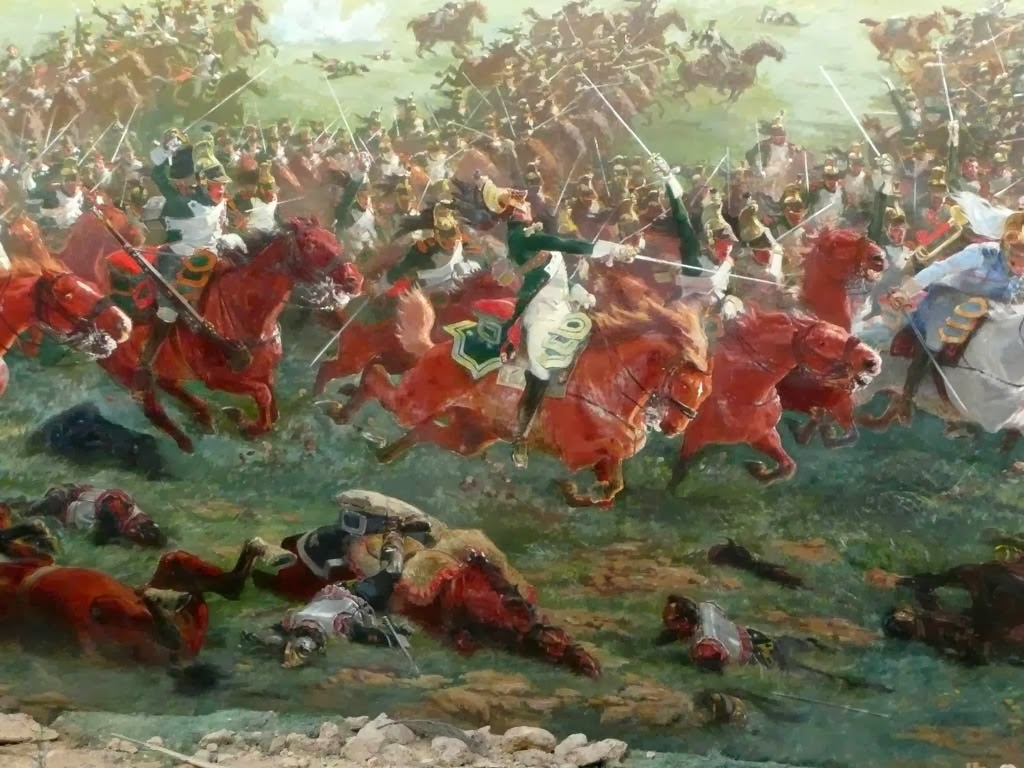
Charge des Dragons de la Garde impériale
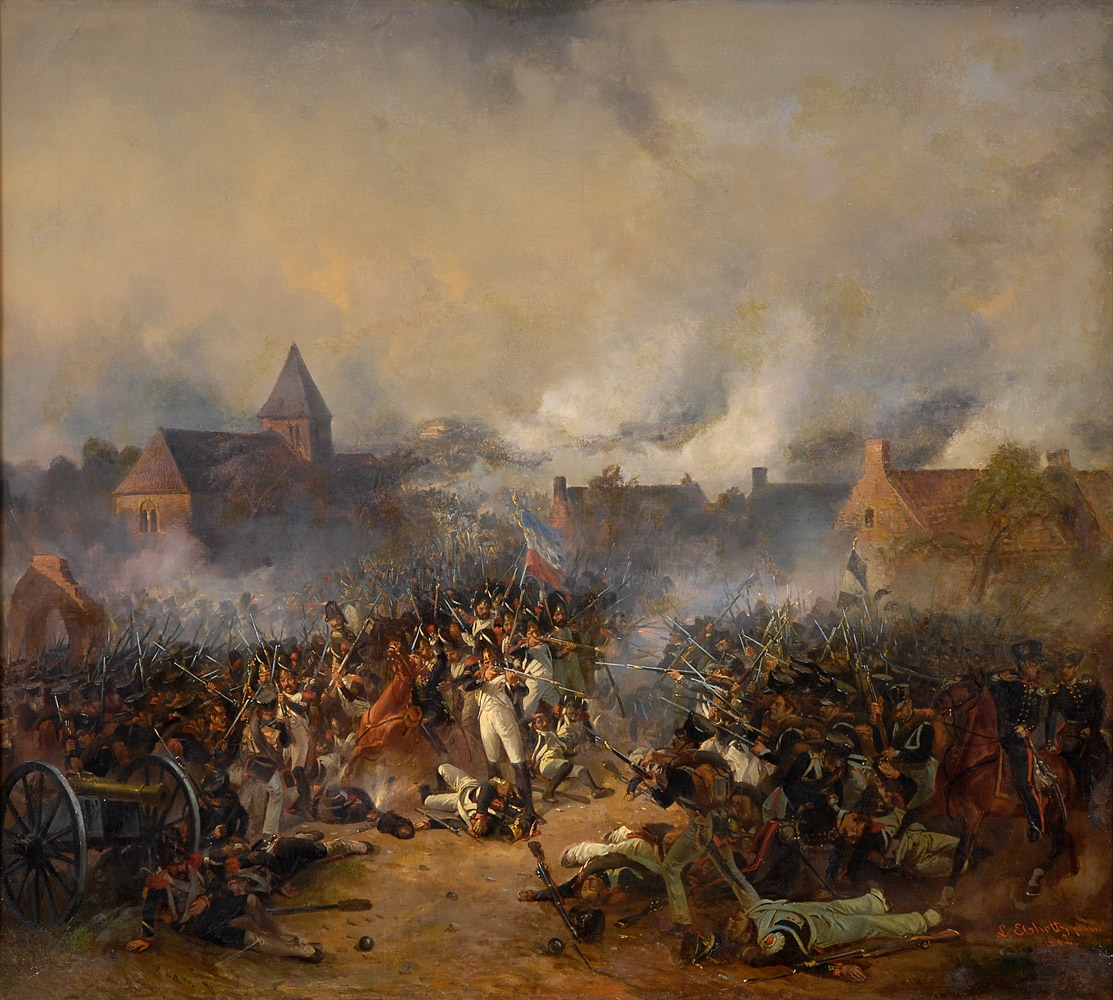
L'arrivée des Prussiens à Plancenoit

### Journées des 18 et 19 juin: manœuvres du corps de bataille de Grouchy
Le 18 juin en milieu de journée, Grouchy entend le canon de Waterloo mais il est déjà au contact des prussiens et ses instructions ne lui prescrivent pas de rejoindre les forces principales de Napoléon ; il continue son attaque sur Wavre. Wavre, qui commande les ponts sur la Dyle, est défendue par le corps prussien de Johann von Thielmann qui livre une bataille acharnée contre des forces françaises deux fois plus nombreuses. Ce n'est que le lendemain matin que Thielmann évacue la ville en bon ordre : entre-temps, le sort de la campagne s'est déjà joué à Waterloo. Dans l'après-midi du 19, les Prussiens lancent, sans grand succès, une contre-attaque contre le corps de Grouchy. Thielmann se retire sur Louvain selon les ordres donnés par Blücher. Grouchy, apprenant la retraite de Napoléon, renonce à inquiéter les arrières des Prussiens et se dirige vers Namur et Givet en ralliant les petites unités françaises éparses.